# Quincula
Quincula, monotipski biljni rod iz porodice pomoćnica ili krumpirovki. Jedina vrsta je Q. lobata, višegodišnja biljka iz sjevernog Meksika i jugozapada SAD-a
Rod je opisan je u Atlantic Journal 1(4): 145. 1832.

## Sinonimi
- Chamaesaracha physaloides Greene; Bull. Torr. Club 9: 122 (1882)
- Physalis lobata f. albiflora Waterf.; Rhodora 60: 171 (1958)
- Physalis lobata Torr.; Ann. Lyc. N. York 2: 226 (1826)
- Physalis sabeana Buckley; Proc. Acad. Sci. Philad. 6 (1862 publ. 1863)
- Quincula lepidota A.Nelson; Coult. Bot. Gaz. 43: 430 (1909)
- Solanum luteiflorum Dunal; Prodr. [A. DC.] 13(1): 64 (1852)
- Solanum luteiflorum var. subintegrifolium Dunal; Prodr. [A. DC.] 13(1): 64 (1852)
- Solanum luteoliflorum A.Gray; Syn. Fl. N. Amer. 2(1): 233 (1878), orth. var.